# Joel Burgos
Joel Andrés Burgos Adorno (29 ottobre 1999) è un calciatore portoricano, attaccante del Verdes e della nazionale portoricana.

## Carriera

### Nazionale
Ha debuttato con la nazionale portoricana il 23 marzo 2023, nella vittoria per 3-1 contro le Isole Vergini Britanniche, valida per la CONCACAF Nations League 2022-2023.
Ha segnato il suo primo gol in nazionale quattro giorni più tardi, mettendo a segno una doppietta nella vittoria per 5-1 contro le Isole Cayman, valida per la CONCACAF Nations League 2022-2023.

## Statistiche

### Cronologia presenze e reti in nazionale
Aggiornato al 20 maggio 2023

| Cronologia completa delle presenze e delle reti in nazionale ― Porto Rico | Cronologia completa delle presenze e delle reti in nazionale ― Porto Rico | Cronologia completa delle presenze e delle reti in nazionale ― Porto Rico | Cronologia completa delle presenze e delle reti in nazionale ― Porto Rico | Cronologia completa delle presenze e delle reti in nazionale ― Porto Rico | Cronologia completa delle presenze e delle reti in nazionale ― Porto Rico | Cronologia completa delle presenze e delle reti in nazionale ― Porto Rico | Cronologia completa delle presenze e delle reti in nazionale ― Porto Rico |
| Data                                                                      | Città                                                                     | In casa                                                                   | Risultato                                                                 | Ospiti                                                                    | Competizione                                                              | Reti                                                                      | Note                                                                      |
| ------------------------------------------------------------------------- | ------------------------------------------------------------------------- | ------------------------------------------------------------------------- | ------------------------------------------------------------------------- | ------------------------------------------------------------------------- | ------------------------------------------------------------------------- | ------------------------------------------------------------------------- | ------------------------------------------------------------------------- |
| 23-3-2023                                                                 | Tortola                                                                   | Isole Vergini Britanniche                                                 | 1 – 3                                                                     | Porto Rico                                                                | CONCACAF Nations League 2022-2023 - Fase a gironi                         | -                                                                         | 87’                                                                       |
| 27-3-2023                                                                 | Bayamón                                                                   | Porto Rico                                                                | 5 – 1                                                                     | Isole Cayman                                                              | CONCACAF Nations League 2022-2023 - Fase a gironi                         | 2                                                                         | 77’                                                                       |
| 10-9-2023                                                                 | Nassau                                                                    | Bahamas                                                                   | 1 – 6                                                                     | Porto Rico                                                                | CONCACAF Nations League 2023-2024 - 1º Turno                              | 2                                                                         | 90’                                                                       |
| 13-9-2023                                                                 | Bayamón                                                                   | Porto Rico                                                                | 5 – 0                                                                     | Antigua e Barbuda                                                         | CONCACAF Nations League 2023-2024 - 1º Turno                              | -                                                                         |                                                                           |
| Totale                                                                    |                                                                           | Presenze                                                                  | 4                                                                         |                                                                           | Reti                                                                      | 4                                                                         |                                                                           |